# La gran película de Piglet
Piglet's Big Movie (La gran película de Piglet en Hispanoamérica y España) es una película de dibujos animados dirigida por Francis Glebass. Es la primera película de la filmografía de Winnie the Pooh llevada al cine por Disneytoon Studios.

## Argumento
Winnie the Pooh, Conejo, Tigger e Igor están recogiendo miel de una colmena. Todos están ocupados realizando partes muy importantes del gran plan, excepto Piglet, que se siente impotente y muy pequeño para hacer el trabajo, y acaba perdiéndose en el bosque.
Al darse cuenta de que les falta el miembro más pequeño, Pooh, Tigger, Conejo, Igor y Rito empiezan a buscarle con el álbum de dibujos de Piglet como guía. Gracias a las dibujos recuerdan los momentos en los que Piglet fue un héroe y aprenden a aceptarle como tal. A medio camino, les sorprende un vendaval y se les rompe el álbum. Vuelven a casa a refugiarse y se ponen a hacer sus propios dibujos donde sale Piglet. Al final, deciden buscarle otra vez y, poco a poco, van recomponiendo el álbum. Al fin, llegan a una enorme cascada junto a un precipicio y un tronco, derrumbado por la tormenta. Es ahí donde descubren el álbum. Al intentar cogerlo, aparece Piglet. Aun así, el libro se cae. Todos celebran con entusiasmo la aparición de Piglet y, al llegar a casa, Piglet ve emocionado los dibujos que han hecho para él. Después hacen una fiesta. Por último, Pooh le enseña a Piglet la modificación del título de una cerca que aparecía en una de las historias del álbum.

## Elenco
- John Fiedler como Piglet.
- Jim Cummings como Pooh y Tigger.
- Ken Sansom como Conejo.
- Nikita Hopkins como Rito.
- Kath Soucie como Kanga.
- Peter Cullen como Ígor.
- André Stojka como Búho.
- Tom Wheatley como Christopher Robin.

## Producción
La producción comenzó en marzo de 2000 con la dirección artística, el diseño de los personajes, el guion gráfico y las voces en Disney Toon Studios. La mayor parte de la animación de la película se realizó en Walt Disney Animation Japan.

## Recepción
En Estados Unidos, la película logró recaudar un total de 36,95 millones de dólares estadounidenses (unos 13 millones de euros).